# Estriamento

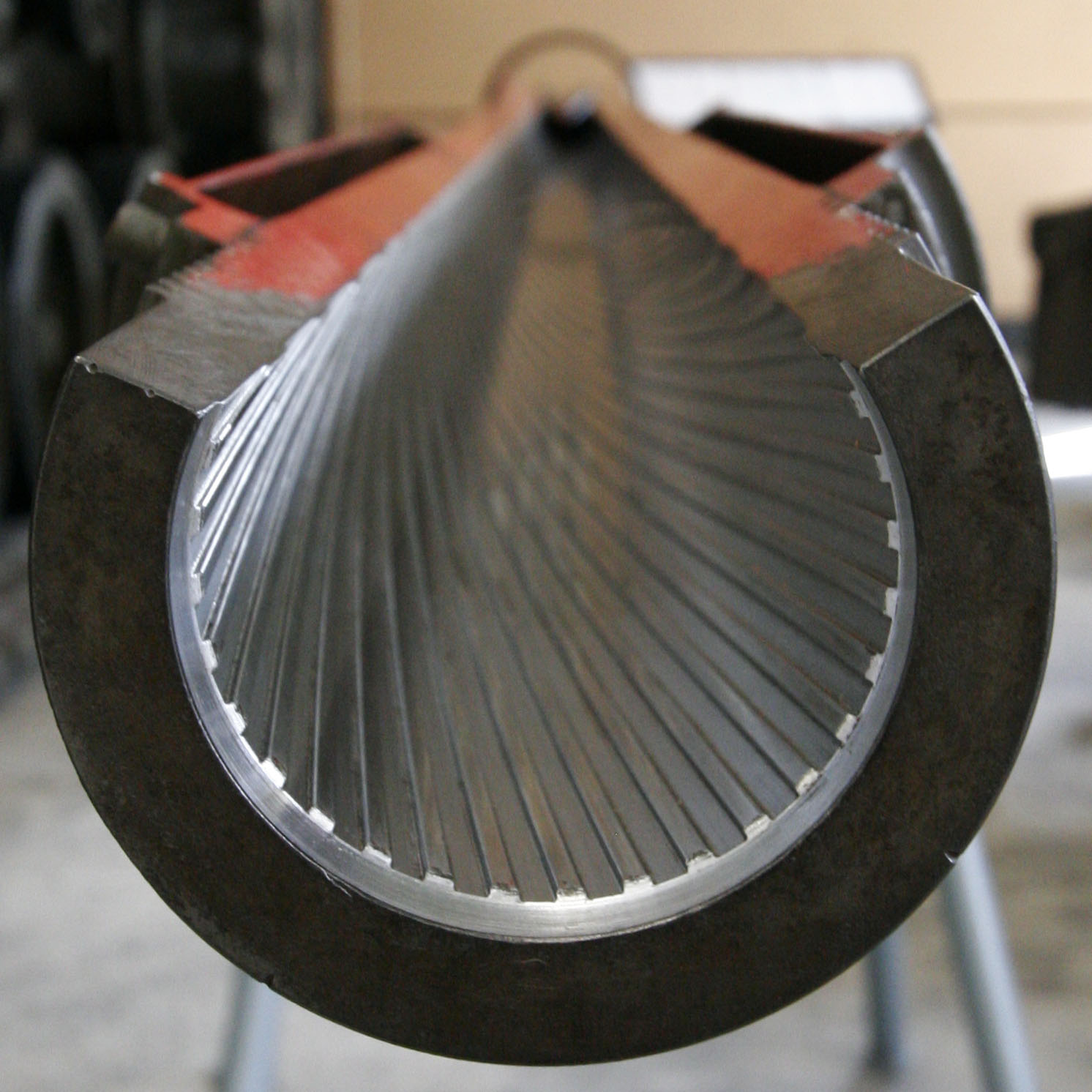
Estriamento bem visível de um Carro de combate Royal Ordnance L7.

Estriamento ("rifling" em inglês) é o processo pelo qual ranhuras helicoidais no cano de uma arma ou arma de fogo conferem uma rotação a um projétil em torno do seu eixo mais longo. Esse giro serve para estabilizar o projétil giroscopicamente, melhorando sua aerodinâmica, estabilidade e precisão.

## Características
O estriamento é descrito frequentemente pela sua taxa de torção, o que indica a distância que o projétil deve percorrer para completar uma volta completa, por exemplo, "1 volta em 10 polegadas" (1:10"), ou "1 volta em 254 milímetros" (1:254 mm). A distância mais curta indica um toque "mais rápido", o que significa que, para uma dada velocidade do projétil será girando a uma maior taxa de rotação.
A combinação de tamanho, peso e forma de um projéctil determina a taxa de torção necessária para estabilizá-lo. Tambores destinados a curtos diâmetros, como projéteis com esferas de chumbo necessitam uma taxa de torção menor, tal como 1:48" (122 cm). Tambores destinados a canos longos e projéteis de pequeno diâmetro usam taxas de torção 1:8" (20 cm) ou maiores. 
Em alguns casos, o estriamento terá taxas de torção que aumentam ao longo do comprimento do cano, chamados de "torção com ganho" ou "torção progressiva"; uma taxa de torção, que diminui a partir da culatra até o fim do cano é indesejável, uma vez que não há confiança de estabilizar o projétil enquanto em percurso. Projéteis extremamente longos, como flechettes podem exigir taxas de torção impraticavelmente elevadas e por estes projéteis serem inerentemente estáveis, muitas vezes são disparados de canhões. 

## História

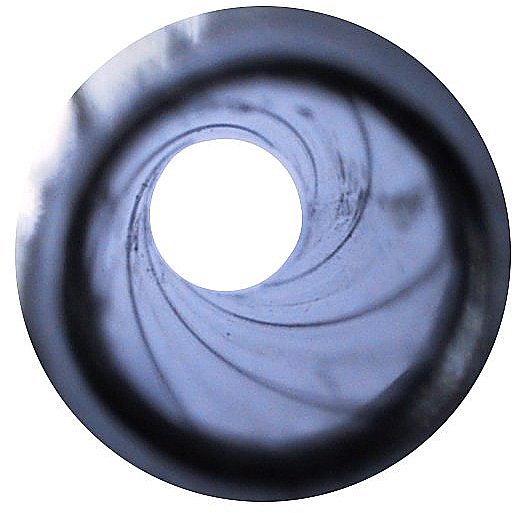
Estriamento à direita no cano de uma pistola calibre 9 milímetros.

Os mosquetes e as armas de grosso calibre que usavam munição em forma esférica disparavam a uma velocidade relativamente baixa. Dada a necessidade do fácil carregamento da boca do cano, a bala de mosquete necessitava um ajuste folgado a forma do cilindro. Consequentemente ao disparar a esfera, esta era "balançava" dentro do cilindro e ao sair do cano, sua trajetória era imprevisível e pouco precisa.
Pelo elevado custo e grande dificuldade de fabricação e precisão, o estriamento do cano foi inventado em Augsburgo, Alemanha, no final do século XV. Em agosto de 1520, Kotter, um armeiro de Nuremberg melhorou o trabalho já existente, embora não tenha se tornado comum até o século XIX.
O conceito de estabilizar o voo de um projétil por giro já era conhecido desde os tempos do uso de arcos e flechas, porém as armas de fogo iniciais que utilizavam pólvora tinham grande dificuldade com este conceito, pelo entupimento deixado para trás, causado pela combustão do pó. A arma mais bem sucedida a usar pólvora e carregada pela culatra foi a pistola Queen Anne.

### Desenvolvimentos recentes

#### Estriamento poligonal
Os sulcos modernos mais comumente usados têm as bordas bastante acentuadas. Mais recentemente, o estriamento polígonal, um regresso aos primeiros tipos de estrias tornou-se bastante popular especialmente em pistolas. O cano poligonal tem uma vida útil mais longa, por ter menos arestas de contato. Afirma-se também que este método de estriamento ajude o projétil a atingir maior velocidade e precisão. É encontrado nas pistolas dos fabricantes Česká zbrojovka Uherský Brod, Heckler & Koch, Glock, Tanfoglio, Kahr Arms, bem como na Desert Eagle.

#### Alcance estendido, diâmetro total
Para carros de combate e peças de artilharia, o conceito de "Alcance estendido, diâmetro total", desenvolvido por Gerald Bull para o canhão GC-45 invertendo a ideia usual do estriamento a usar um projétil com pequenas aletas que flutuam entre os sulcos, em oposição ao uso de um projétil ligeiramente maior que é forçado para dentro das ranhuras. Este modelo conseguiu aumentos significativos de velocidade e alcance. Exemplos incluem os óbus sul-africano G5 howitzer e o alemão PzH 2000, este último que pode ter alcance superior a 40 Km. 

#### Torção com ganho progressivo
O ganho começa com pouca mudança no giro do projétil durante os primeiros centímetros de viagem, entre o cão e o início do cano, permitindo que o projétil permaneça genuinamente intocada. Em seguida o projétil, propulsionado pela queima é envolvido no estriamento do cano e acelerado em movimentação angular.

## Operação
Com a introdução dos projéteis estriados cilíndricos, as armas pesadas continuaram a ser classificadas pelo peso dos seus projeteis. Neste caso, passou a ser utilizado o peso real do projétil efetivamente disparado pela arma, o que deixou de haver uma relação direta entre o calibre da arma e o peso da munição. Este sistema de classificação de armas manteve-se no Reino Unido até depois da Segunda Guerra Mundial.

Cano de alma lisa, comum no uso de espingardas.
Cano estriado, comum no uso de fuzis.
Cano com estriamento poligonal, comum no uso de canhões.

O calibre do cano é dado pelo diâmetro entre os baixos relevos das ranhuras, isto é o maior diâmetro interno desse cano. Canos raiados podem ser descritos tanto pelo diâmetro interno principal quanto pelo diâmetro considerando as ranhuras. Estas diferenças nas convenções de nomenclatura podem causar confusão, como por exemplo, os projéteis .303 British, que têm o diâmetro um pouco maior que os projéteis .308 Winchester, pois o ".303" refere-se ao diâmetro do cano em polegadas (a bala é .312), enquanto o ".308" refere-se ao diâmetro da bala em polegadas (7,92 mm e 7,82 mm, respectivamente).
Apesar das diferenças de forma, o objetivo comum do estriamento é entregar o projétil com precisão em seu alvo. Além de transferir rotação, o cano deve manter o projétil de forma concêntrica e segura por todo seu trajeto, o que obriga uma série de outras tarefas, dentre elas: 
- O diâmetro deve ser consistente, do inicio ao fim;
- Deve ser dimensionado de modo que o projétil seja bem estampado e obturado;
- O estriamento também deverá ser consistente ao longo do comprimento do cano, sem alterações na secção transversal, tal como variações de largura ou espaçamento;
- O deslizamento do projétil deve ser suave para que não haja arranhões ou qualquer raspagem com o material do projétil.

Através dos altos relevos, ao viajar por toda a extensão do cano, o projétil é estampado pelas ranhuras e assume um aspecto semelhante ao do cano raiado, causando um efeito "espelho" do projétil com as ranhuras do cano. Este processo, que é chamado gravura ou gravação mais tarde pode ser utilizado para fins de perícia forense.

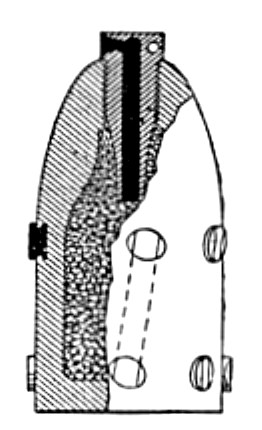
Projétil do Sistema La Hitte, de 1858.

## Taxa de Torção
Para um melhor desempenho, o cano deve possuir uma taxa de torção suficiente para girar e estabilizar qualquer Projétil. Projéteis de grande diâmetro, proporcionam maior estabilidade, tal como um raio maior proporciona mais inércia giroscópica, enquanto projéteis compridos são muito mais difíceis de se estabilizar, uma vez que tendem a ter um maior peso traseiro e necessitam uma longa "alavanca" para agir. As taxas mais lentas torção são encontrados em armas destinadas a disparar uma bola redonda, como a Carabina de pressão, que terão taxas de torção tão baixas quanto 1:72" (1 800 mm), ou um pouco mais. O fuzil M16A2, que é projetado para disparar 5,56×45 mm NATO, possui uma taxa de 1:7" (177,8 mm). Fuzis civis AR-15 são comumente encontrados com taxas 1:12 polegadas (304,8 mm), nos mais antigos, e 1:9" (228,6 mm) para a maioria dos fuzis mais recentes, embora alguns são feitos com 1:7", mesma taxa utilizada no M16. 

### Calculadoras de estabilidade e torção
- Bowman-Howell Twist Rate Calculator
- Miller Formula Calculator
- Drag/Twist Calculator based on Bob McCoy's "McGyro" algorithm